# 刘子惠
刘子惠，一作刘惠，中山人，东汉末年冀州治中从事。

## 生平
中平六年（189年），东郡太守桥瑁伪造京师三公给州郡的书信，陈说相国董卓罪恶，要各地起兵勤王。冀州牧韩馥原本遣数部从事看守勃海太守袁绍防其起兵，得信后，请诸从事问应该助袁绍还是董卓。刘子惠激动地说：“今兴兵为国，何谓袁、董！”韩馥有惭色。刘子惠又说：“兵者凶事，不可为首。现在应该先观察其他州，如有发兵的，再响应。冀州不比其他州弱，他人的功不会在冀州之上。”韩馥以为然，写信给袁绍，说董卓的恶行，听任其起兵，但仍然怀疑袁绍，经常少给他军粮，希望让他的军队离散。
兖州刺史刘岱又写信给刘子惠，说董卓无道，在天下人攻击下早晚要死，不足为忧，要他在董卓败亡后回师讨伐韩馥，自拥强兵。韩馥得到书信很害怕，归咎刘子惠，欲斩之。别驾从事耿武等推门伏在刘子惠身上，愿与他一同被斩，刘子惠得以不死，被罚为劳役，穿上赭衣，扫除宫门外。
后来诸侯讨伐董卓的战斗不了了之，韩馥势力也被袁绍兼并。刘子惠后事无载。